# Niklas Gustav
Niklas Gustav (* 20. Juni 1996 in Hamburg) ist ein deutscher American-Football-Spieler auf der Position des Defensive Ends und Long Snappers. Gustav spielte College-Football an der Morningside University. Seit der Saison 2022 steht er in der European League of Football bei den Raiders Tirol unter Vertrag.

## Werdegang
Hamburg Junior Devils
Gustav begann 2012 in der Jugendabteilung der Hamburg Blue Devils mit dem American Football. Als Linebacker stand er 2014 im Aufgebot der deutschen U19-Nationalmannschaft bei der Junioren-Weltmeisterschaft 2014 in Kuwait und verzeichnete dabei 22 Tackles und einen Sack in vier Spielen. Im Jahr darauf trat er für Deutschland bei der Junioren-Europameisterschaft 2015 in Dresden an. Im Finale verzeichnete er mit acht Tackles die meisten des Spiels, doch konnte er die Niederlage gegen Österreich nicht abwenden.
Aquinas High School Falcons
Im Sommer 2015 schloss sich Gustav gemeinsam mit seinem Bruder für sein Senior-Jahr der Aquinas High School im kalifornische San Bernardino an. Aufgrund der Transferregeln des dortigen Verbandes war Gustav nur für die Hälfte der Saison spielberechtigt.
Morningside University Mustangs
Im Jahr 2016 wurde er von der Morningside University in Sioux City, Iowa rekrutiert, setzte die erste Saison aber noch als Redshirt aus. Dort in Sioux City spielte er für die Mustangs in der Great Plains Athletic Conference des Verbands NAIA. Gustav kam in seiner College-Karriere als Defensive End und Long Snapper zum Einsatz und war dabei Teil eines sehr erfolgreichen Teams. So gewann er in jedem Jahr seine Conference, zweimal wurde er mit den Mustangs nationaler Meister. Gustav trug zu dem Ergebnis mit insgesamt 25,5 Sacks bei, was ein neuer Schulrekord bedeutete. Als Senior in der Saison 2020/21 verzeichnete Gustav 50 Tackles, 10,5 Sacks sowie einen Pass-Break-up und forcierte zudem einen Fumble. Daraufhin wurde er zum dritten Mal in das All-Conference Team berufen sowie zum Conference Defensivspieler des Jahres ausgezeichnet. Im Dezember 2021 kehrte er zu den Mustangs zurück, um den Coaching Staff für die Play-offs zu verstärken. Die Mustangs gewannen 2021 erneut die nationale NAIA-Meisterschaft.
BC Lions
Beim CFL Global Draft 2021 wurde Gustav an 36. Stelle von den BC Lions aus Vancouver ausgewählt. Während der Saison 2021 kam Gustav in zwölf Spielen zum Einsatz und erzielte dabei sieben Special-Teams-Tackles. Zudem wurde er erneut als Long Snapper eingesetzt.
Raiders Tirol
Anfang Mai 2022 wurde Gustav als Neuzugang bei den Raiders Tirol aus der European League of Football (ELF) vorgestellt: „Die Tradition und die Werte des Clubs sowie die Vision von Coach Herron für sein Team sind allesamt Punkte, mit denen ich mich sehr gut identifizieren kann.“ Gustav war von Saisonbeginn an Stammspieler und begann jedes Spiel als Starter. Er kam für die Raiders wie bei vorherigen Stationen in der Defensive Line und als Long Snapper zum Einsatz. Nachdem er in den ersten sieben Spielen zwei Sacks verzeichnete, brachte er in den letzten fünf Spielen den gegnerischen Quarterback gleich achtmal zu Boden. Damit schloss er die reguläre Saison als teaminterner Sack Leader und in der Top 5 der ELF ab. Mit den Raiders erreichte er das Halbfinale, das jedoch gegen die Hamburg Sea Devils verloren ging. Nach Abschluss der Saison wurde Gustav teamintern mit dem "#2 Raider Award" ausgezeichnet. Darüber hinaus wurde er in das 2. ELF All-Star Team gewählt.
Im Februar 2023 verlängerten die Raiders Gustavs Vertrag.

## Erfolge
Individuelle Auszeichnungen
- College All-Conference Team (2018–2020)
- College Conference Defensive Player of the Year (2020)
- NAIA All-American (2020)
- CFL Global Draft Pick (2021)
- ELF All-Star Second Team (2022)

Titel
- Vize-Junioren-Europameister (2015)
- NAIA Conference Meister (2016–2020)
- NAIA Nationaler Meister (2018, 2019)

## Statistiken
| Jahr                            | Team          | Spiele | Tackles | Tackles | Tackles | Tackles | Tackles | Interceptions | Interceptions | Interceptions | Interceptions | Interceptions | Fumbles | Fumbles | Fumbles | Sonstiges | Sonstiges |
| Jahr                            | Team          | Spiele | Total   | Solo    | Ast     | TFL     | Sack    | INT           | Yds           | TD            | BrUp          | PD            | FF      | FR      | TD      | Blk       | Saf       |
| ------------------------------- | ------------- | ------ | ------- | ------- | ------- | ------- | ------- | ------------- | ------------- | ------------- | ------------- | ------------- | ------- | ------- | ------- | --------- | --------- |
| European League of Football     |               |        |         |         |         |         |         |               |               |               |               |               |         |         |         |           |           |
| 2022                            | Raiders Tirol | 12     | 48      | 29      | 19      | 15,0    | 10,0    | 0             | 0             | 0             | 2             | 2             | 1       | 0       | 0       | 0         | 1         |
| 2023                            | Raiders Tirol | 12     | 54      | 24      | 30      | 15,5    | 10,5    | 0             | 0             | 0             | 0             |               | 3       | 0       | 0       | 0         | 0         |
| ELF Gesamt                      | ELF Gesamt    | 24     | 102     | 53      | 49      | 30,5    | 20,5    | 0             | 0             | 0             | 2             | 2             | 4       | 0       | 0       | 0         | 1         |
| Quellen: sportsmetrics.football |               |        |         |         |         |         |         |               |               |               |               |               |         |         |         |           |           |

## Privates
Gustav ist der ältere Bruder von Joshka Gustav, der auch im American Football als Linebacker an der Colorado University aktiv ist. An der Morningside Universität studierte Gustav den Studiengang „Business Administration and Management“.